# Dąbrowa Białostocka
Dąbrowa Białostockaⓘ (até 1961, Dąbrowa Grodzieńska) é um município no nordeste da Polônia. Pertence à voivodia da Podláquia, no condado de Sokółka. É a sede da comuna urbano-rural de Dąbrowa Białostocka.
O rio Kropiwna (afluente esquerdo do Biebrza) flui pela cidade. Situa-se numa cadeia de morros de morena com uma paisagem variada, na zona-tampão do Parque Nacional do Biebrza. É um centro de atendimento da região agrícola; possui pequenas indústrias, principalmente alimentícias.
Estende-se por uma área de 22,6 km², com 4 967 habitantes, segundo o censo de 31 de dezembro de 2024, com uma densidade populacional de 219 hab./km².

## História
Dąbrowa obteve os direitos de cidade pela primeira vez em 1712 e os perdeu em 1892 ao ser transformada em vila. Localizava-se no final do século XVIII na região de Grodno, no condado de Grodno, na voivodia de Troki. Após perder seus direitos municipais, passou a pertencer à comuna de Dąbrowa no condado de Sokółka, desde 1918 na voivodia de Białystok.
Em 13 de outubro de 1919, Dąbrowa foi reincorporada às cidades, incluindo as seguintes aldeias: Grabowo, Jasionówka, Juryzdyka, Małyszówka e Osmołowszczyzna.
Durante a ocupação nazista, os direitos de cidade de Dąbrowa foram revogados e, em 1944, a cidade foi dividida em seis gromadas — a menor divisão territorial da República Popular da Polônia: Dąbrowa Grodzieńska, Grabowo, Jasionówka, Juryzdyka, Małyszówka e Osmołowszczyzna, que foram reincorporados à comuna de Dąbrowa, desintegrando assim o assentamento criado em 1919. O estado de coisas foi sancionado pela legislação polonesa com um atraso significativo, porque não foi até 1 de janeiro de 1951. No entanto, ao contrário de 1944, cinco (não seis) gromadas foram criadas em 1951, combinando Dąbrowa com Jurazdyka em uma gromada chamada Dąbrowa Grodzieńska. Devido à inconsistência entre a legislação ocupacional (de facto) e polonesa (de jure), Juryzdyka ainda era mencionada como uma comunidade na comuna de Dąbrowa, também depois de 1951.
No outono de 1954, devido à reforma administrativa do Estado, Dąbrowa Grodzieńska (com Juryzdyka), Jasionówka e Małyszówka, bem como Kirejewszczyzna, passaram a fazer parte da recém-criada gromada de Dąbrowa. Em 1 de janeiro de 1956, o grupo foi incorporado ao recém-criado condado de Dąbrowski na voivodia de Białystok. Em 10 de março de 1961, Dąbrowa Grodzieńska foi renomeado para Dąbrowa Białostocka.
Em 1 de janeiro de 1965, a gromada de Dąbrowa Białostocka foi abolida com a concessão de direitos de cidade e, portanto, Jasionówka, Małyszówka, Juryzdyka e Kirejewszczyzna tornaram-se partes integrantes de Dąbrowa Białostocka (no caso dos três primeiros pela segunda vez).
Este estado de coisas durou apenas quatro anos, porque já em 1 de janeiro de 1969, Jasionówka (com a Jasionówka-Kolonia), Małyszówka e Kirejewszczyzna foram excluídos de Dąbrowa Białostocka e incluídos na gromada reativada da gromada de Dąbrowa Białostocka como aldeias independentes. Portanto, apenas Juryzdyka permaneceu em Dąbrowa.
As aldeias de Jasionówka e Małyszówka permaneceram independentes por apenas quatro anos, porque já em 1 de janeiro de 1973 − com outra reforma administrativa do país − foram incorporadas pela terceira vez a Dąbrowa Białostocka.
O condado de Dąbrowski sobreviveu até 31 de maio de 1975. Nos anos de 1975−1998, a cidade pertenceu administrativamente à voivodia de Bialystok.

## Demografia
Conforme os dados do Escritório Central de Estatística da Polônia (GUS) de 31 de dezembro de 2024, Dąbrowa Białostocka é uma cidade muito pequena com uma população de 4 967 habitantes (18.º lugar na voivodia da Podláquia e 571.º na Polônia), tem uma área de 22,6 km² (16.º lugar na voivodia da Podláquia e 260.º lugar na Polônia) e uma densidade populacional de 219 hab./km² (29.º lugar na voivodia da Podláquia e 831.º lugar na Polônia). Nos anos 2002–2024, o número de habitantes diminuiu 21,1%.
Os habitantes de Dąbrowa Białostocka constituem cerca de 8,15% da população do condado de Sokółka, constituindo 0,44% da população da voivodia da Podláquia.
| Descrição                         | Total      | Total    | Mulheres   | Mulheres | Homens     | Homens   |
| --------------------------------- | ---------- | -------- | ---------- | -------- | ---------- | -------- |
| unidade                           | habitantes | %        | habitantes | %        | habitantes | %        |
| população                         | 4 967      | 100      | 2 599      | 52,3     | 2 368      | 47,7     |
| superfície                        | 22,6 km²   | 22,6 km² | 22,6 km²   | 22,6 km² | 22,6 km²   | 22,6 km² |
| densidade populacional (hab./km²) | 219        | 219      | 114,5      | 114,5    | 104,5      | 104,5    |

## Monumentos históricos
- Disposição espacial da cidade dos séculos XVI a XVIII,
- Complexo da igreja paroquial de Santo São Estanislau,
- Moinho de vento holandês de tijolo e pedra de 1924.

## Transportes
- : Osowiec-Twierdza — Goniądz — Suchowola — Dąbrowa Białostocka — Chworościany
- : Sokółka — Dąbrowa Białostocka — Lipsk

## Comunidades religiosas
Igreja Católica de Rito Latino
- Paróquia de Santo Estanislau

Igreja Ortodoxa Polonesa
- Paróquia de São João, o Teólogo

Testemunhas de Jeová
- Igreja

## Esportes
- Dąb Dąbrowa Białostocka — clube de futebol[25]
- KS Szczypiorniak Dąbrowa Białostocka – clube de handebol[26]

## Galeria

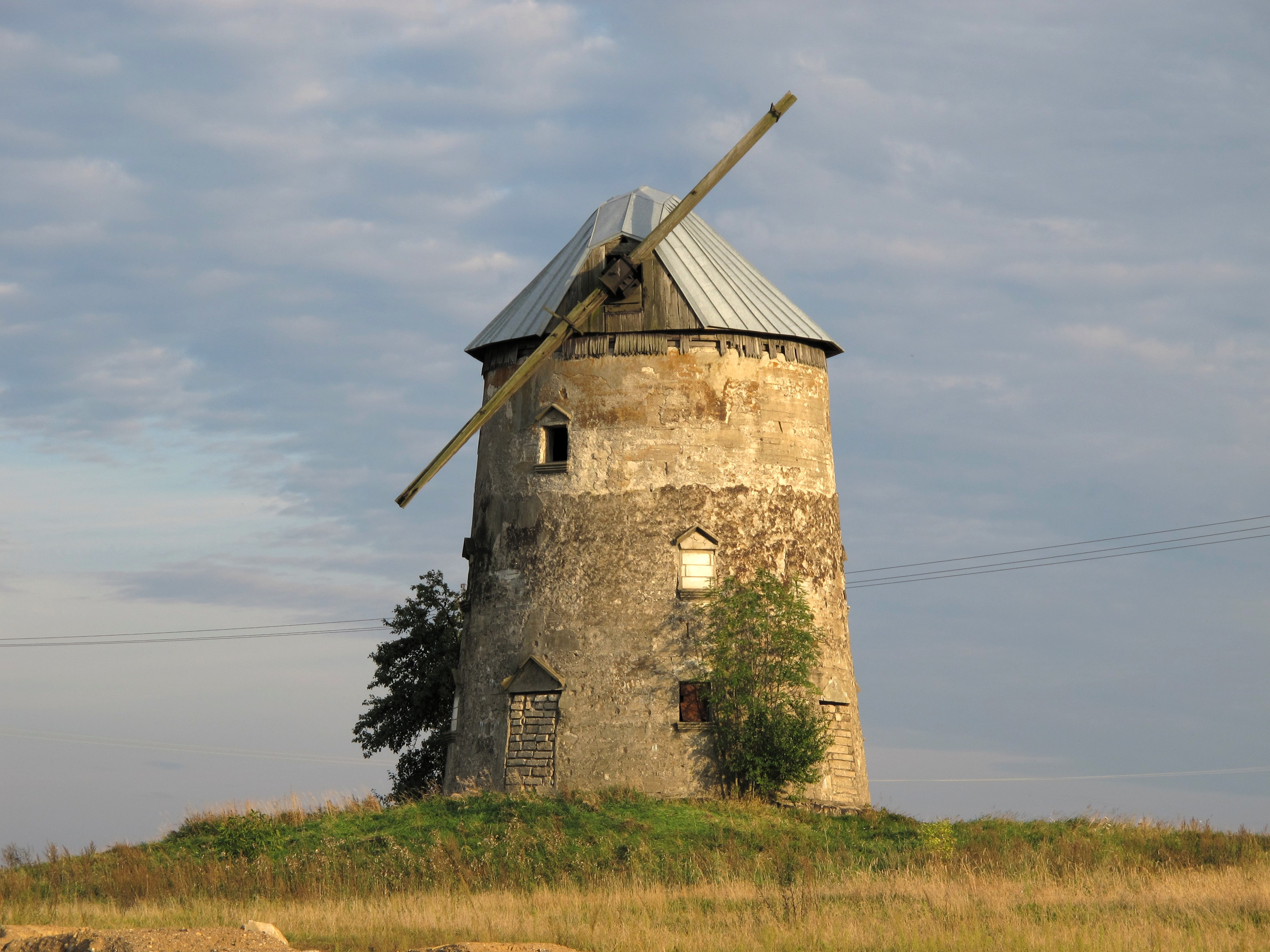
Moinho histórico de tijolo de 1924 — tipo holandês
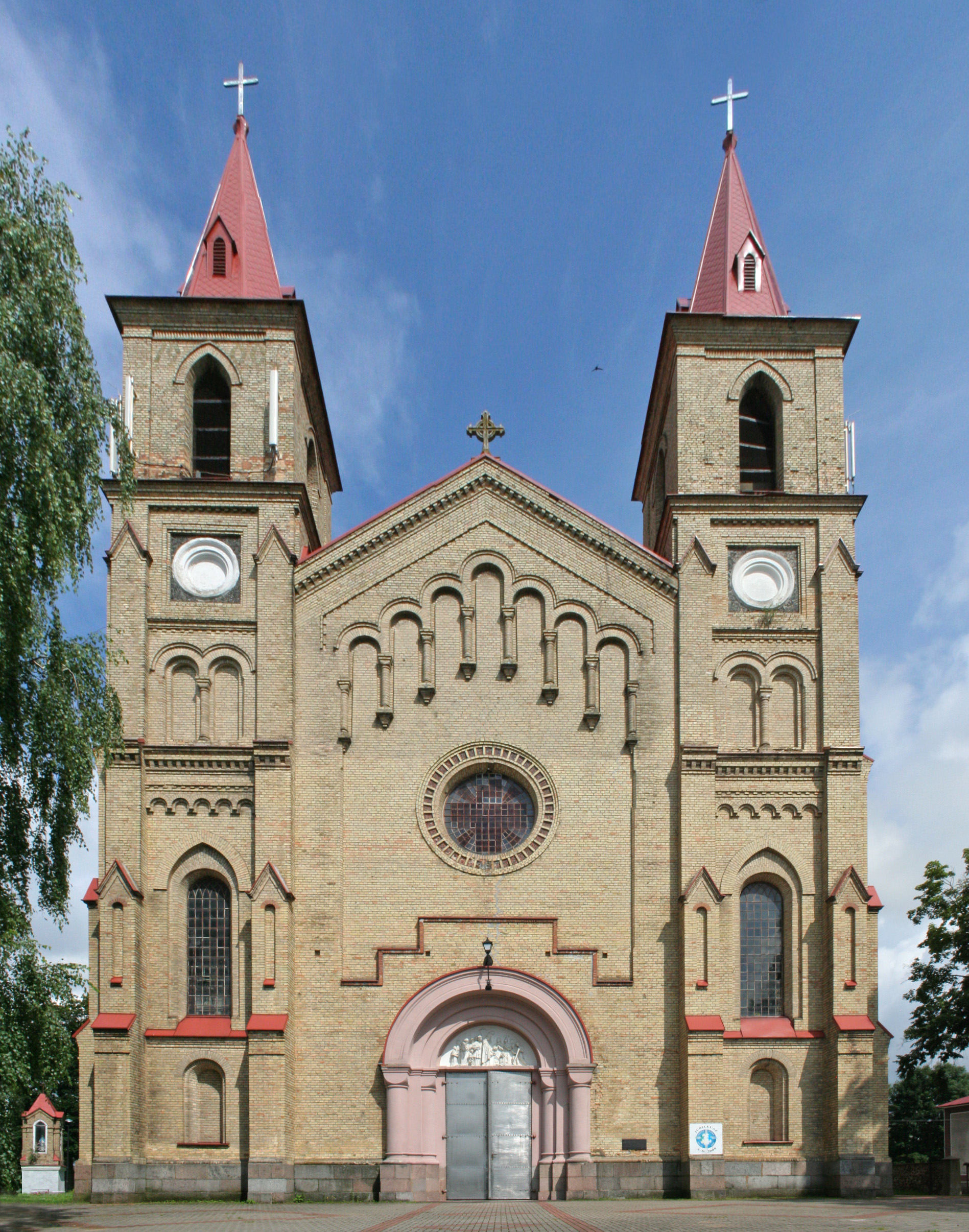
Igreja paroquial de Santo Estanislau
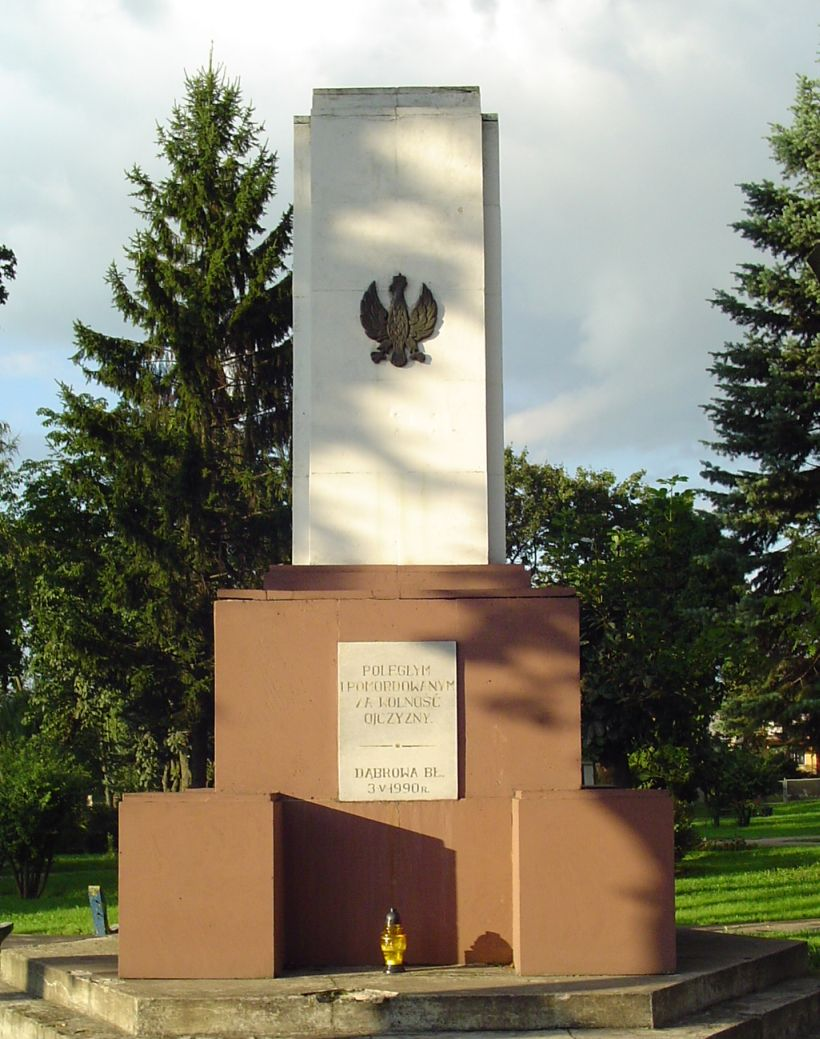
Monumento aos mortos pela liberdade da pátria
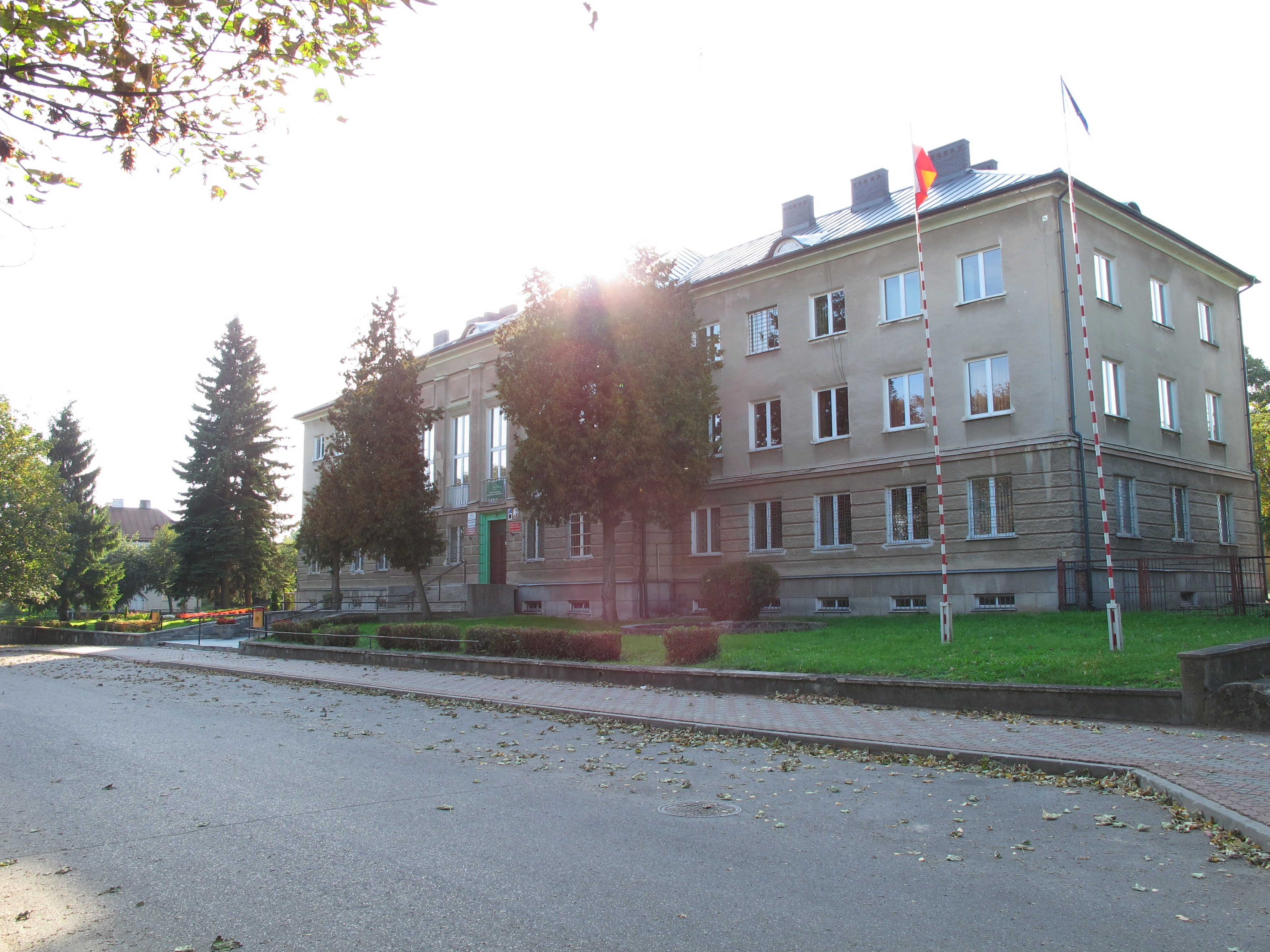
Edifício dos governos da cidade e da comuna em Dąbrowa Białostocka
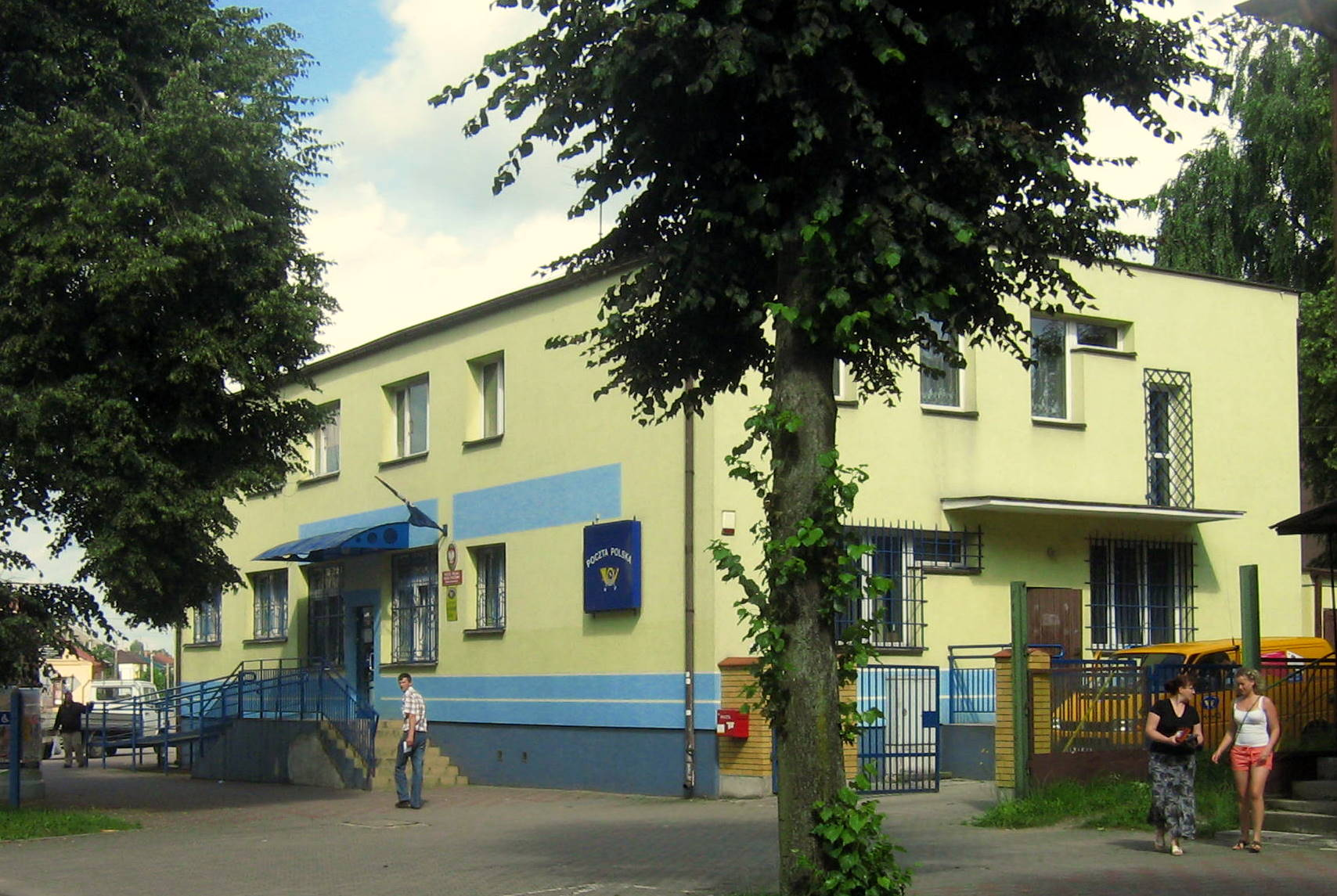
Edifício da estação dos correios
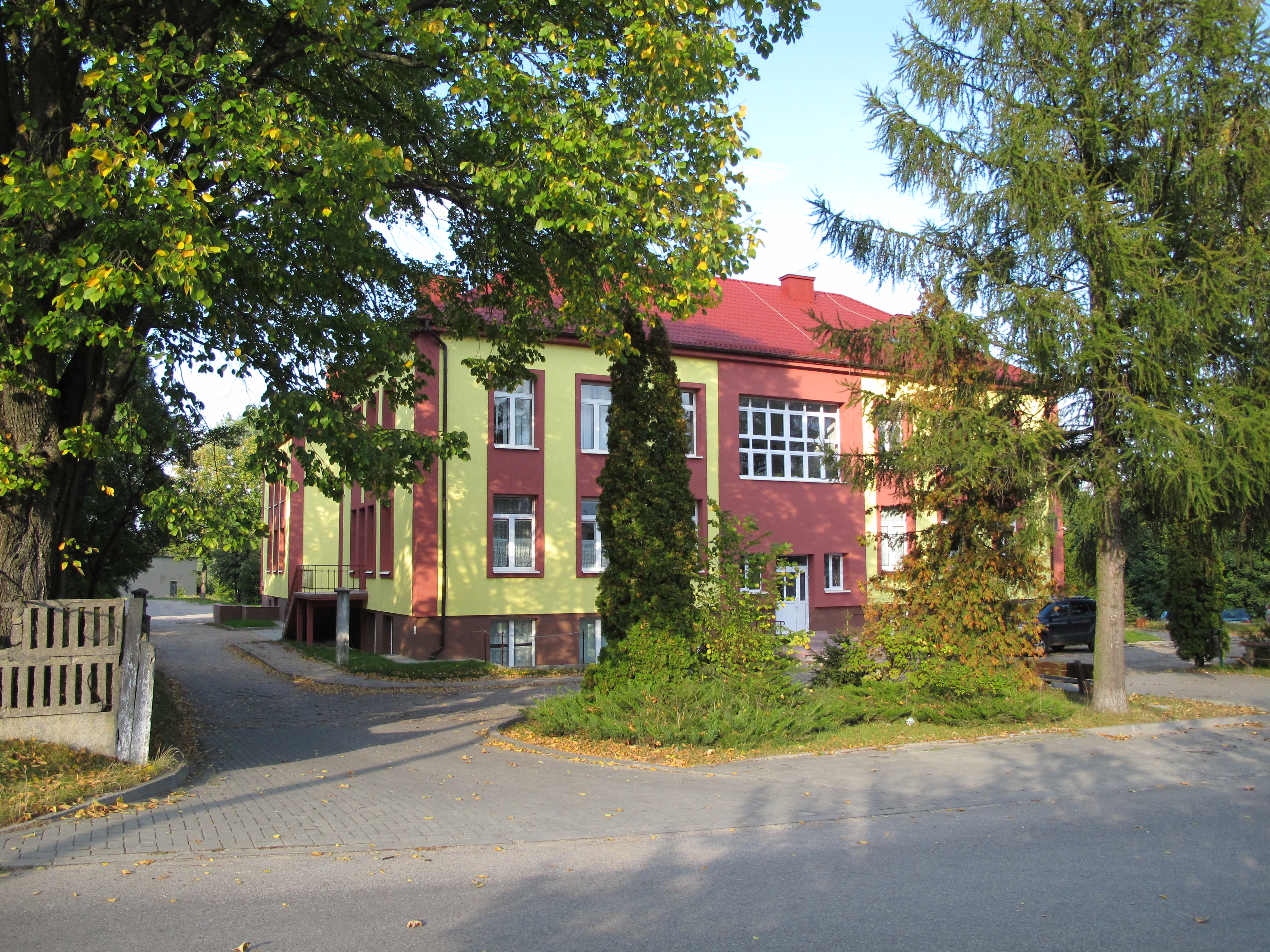
Hospital em Dąbrowa Białostocka
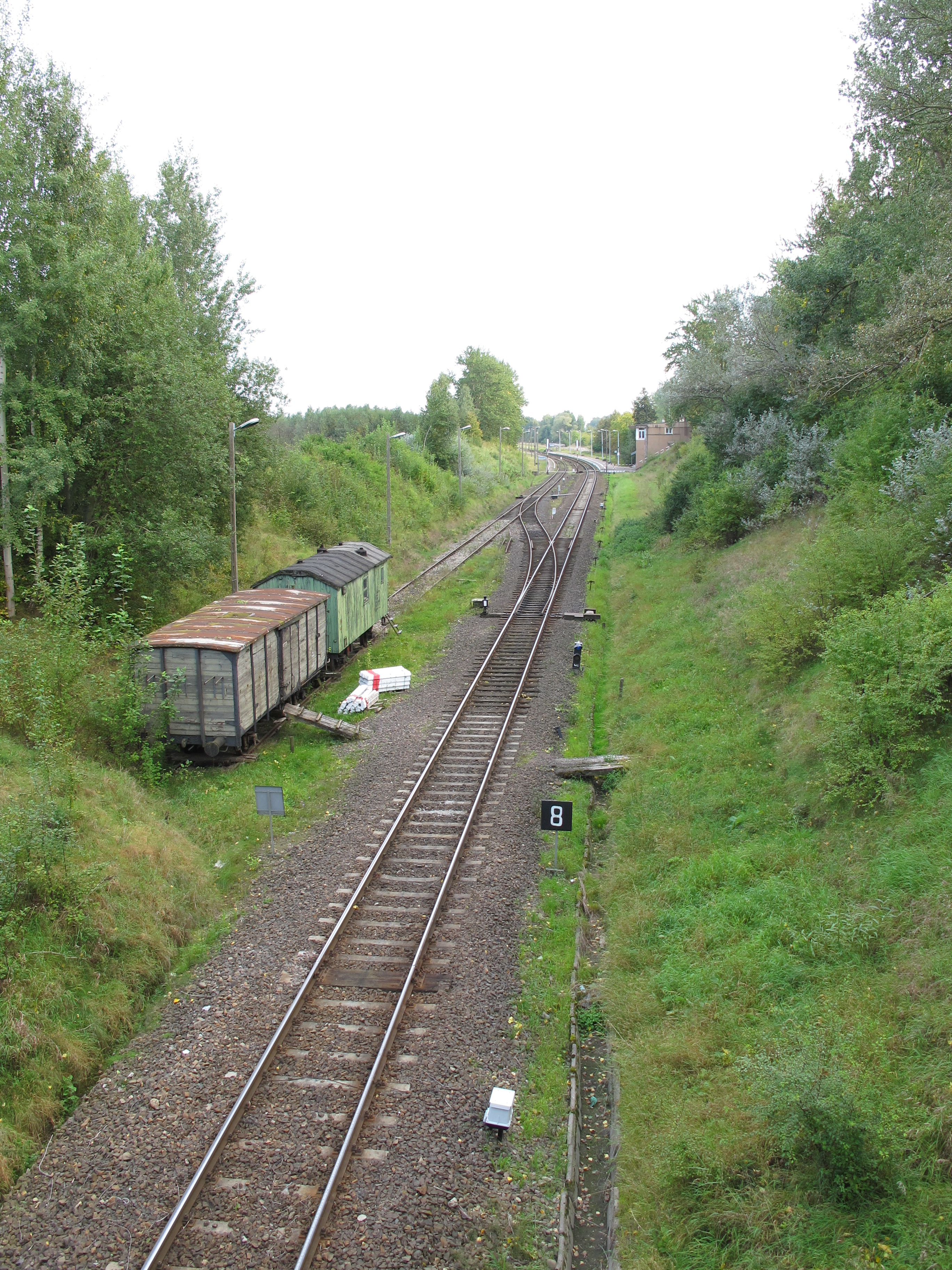
Entrada para a estação da linha ferroviária n.º 40
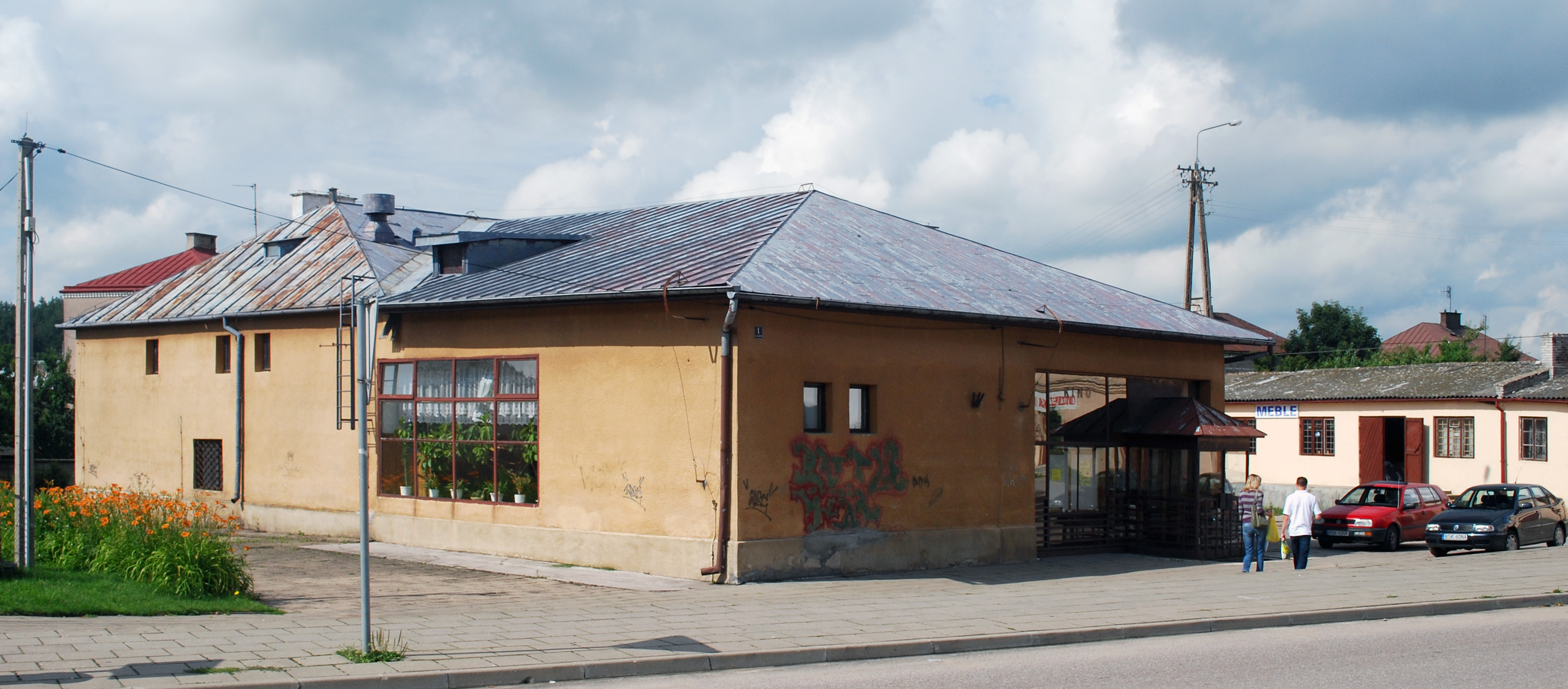
Cinema
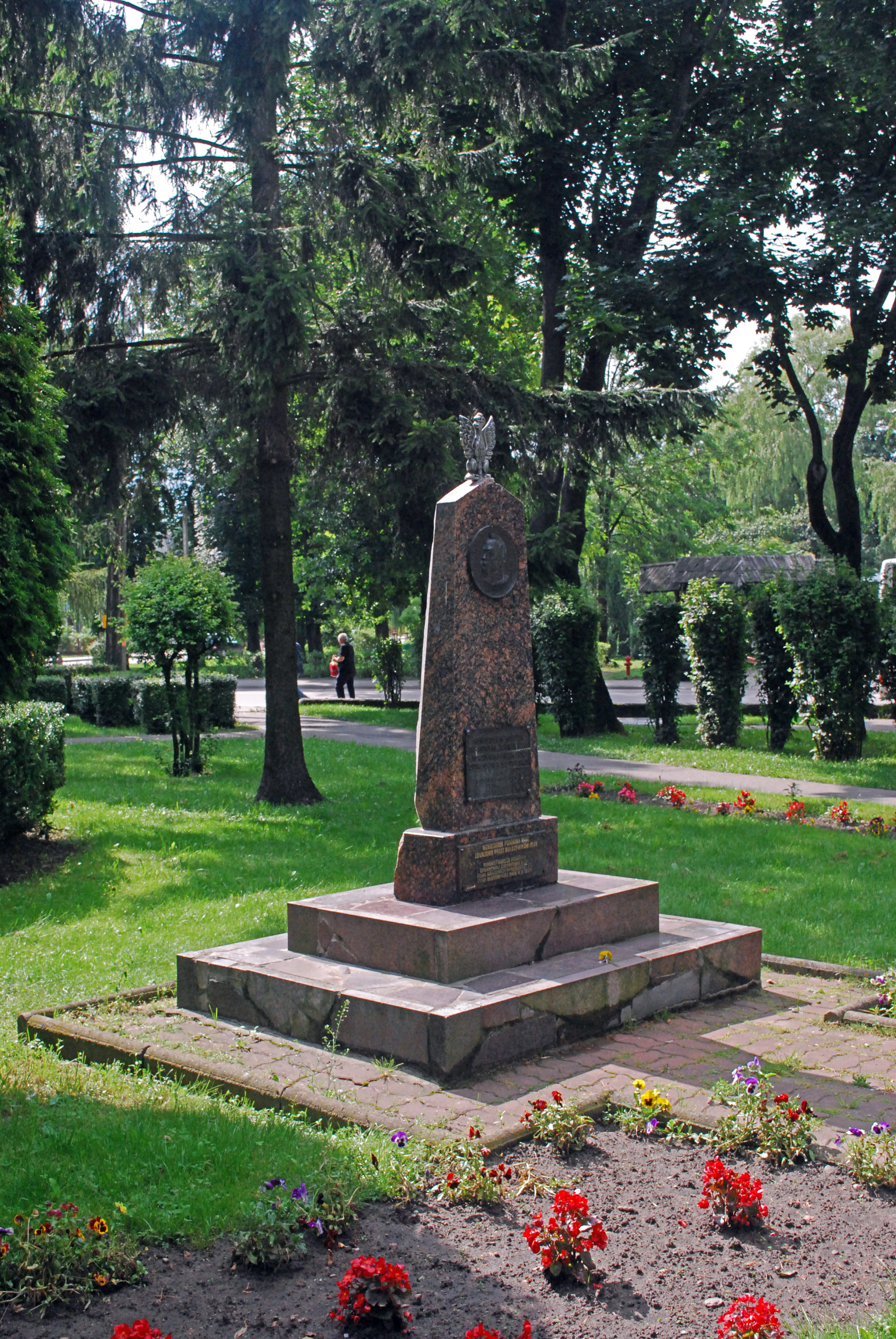
Monumento no parque
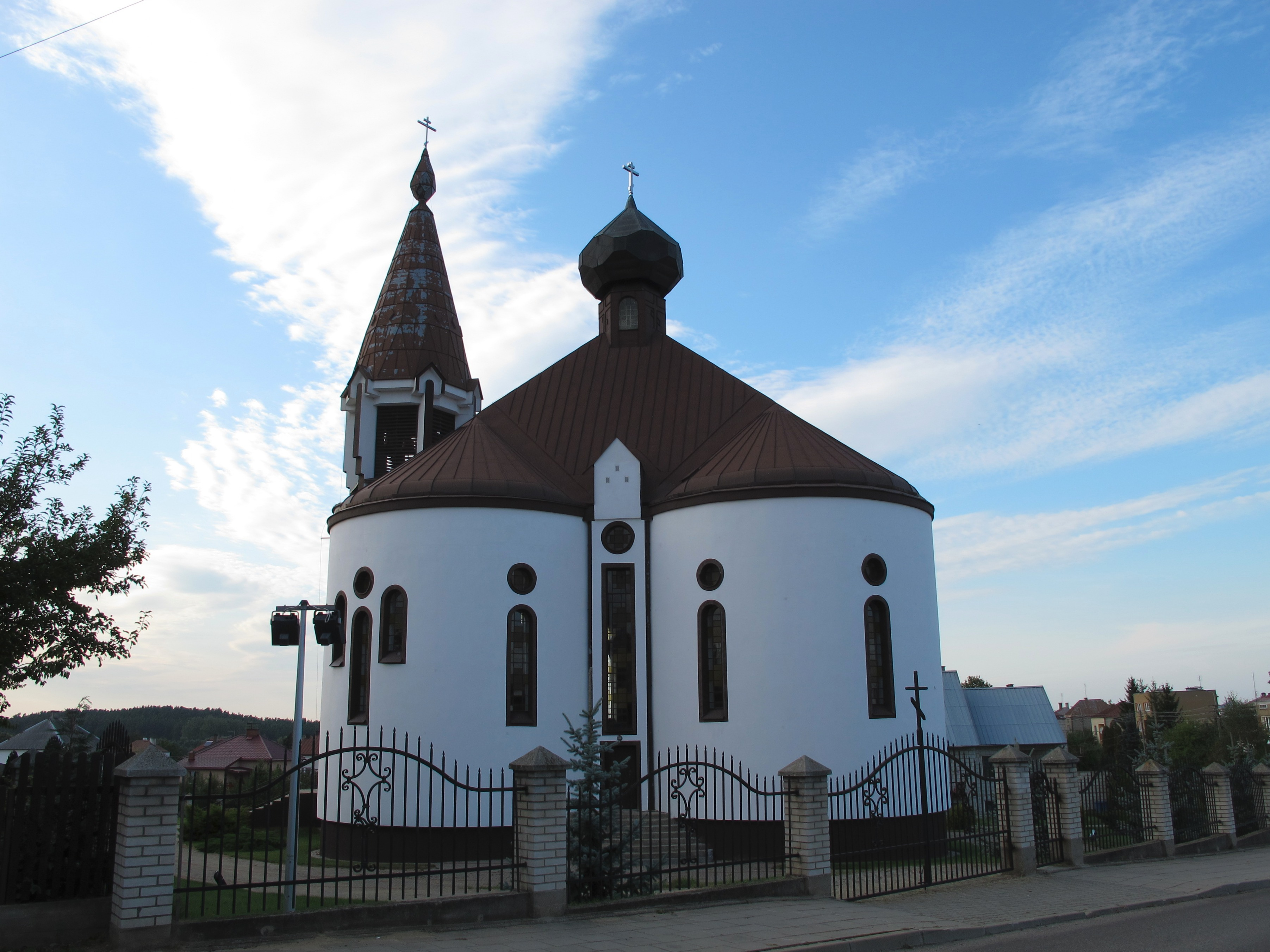
Igreja ortodoxa de São João, o Teólogo
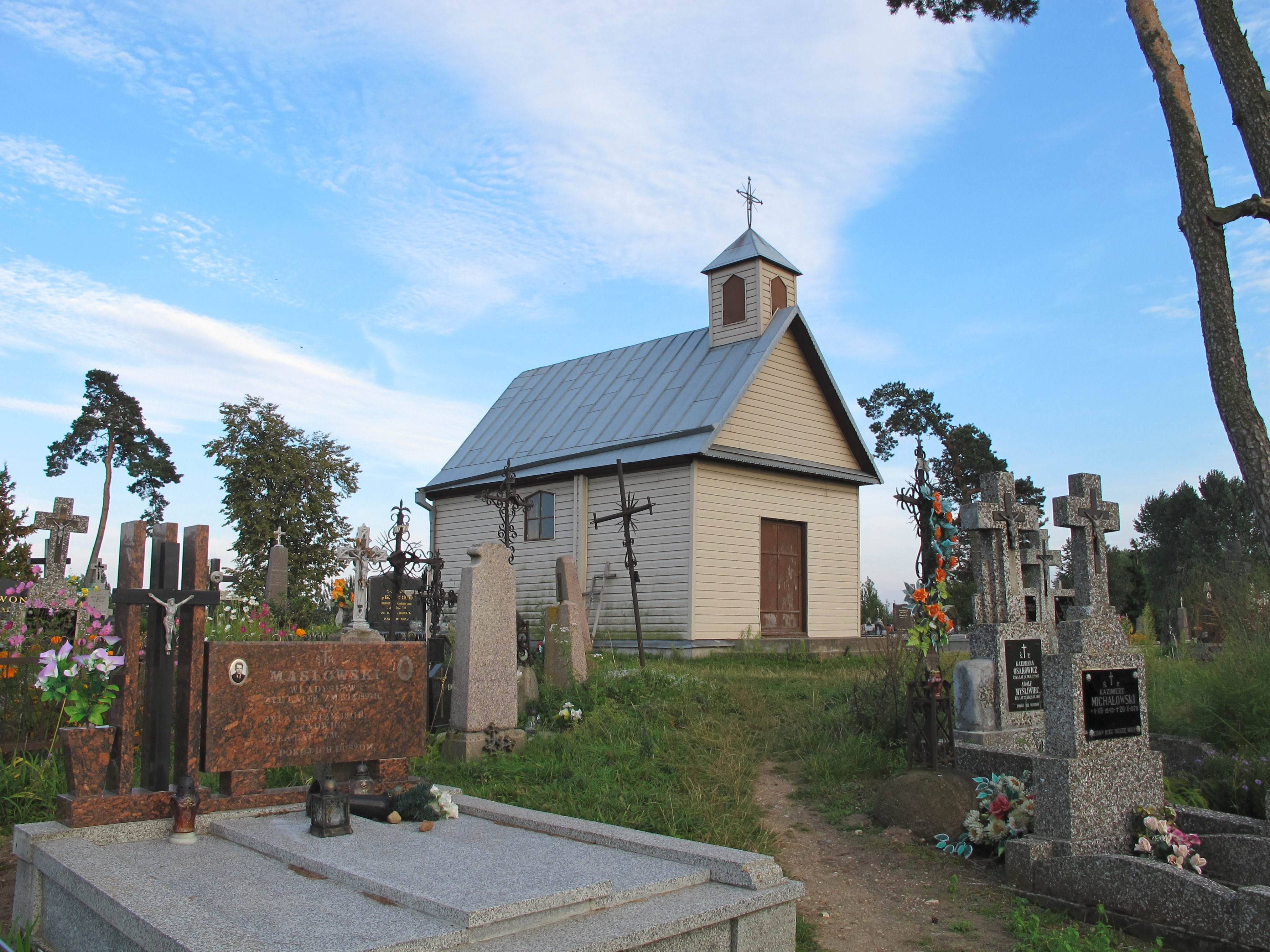
Capela de São Miguel de 1826 no cemitério católico
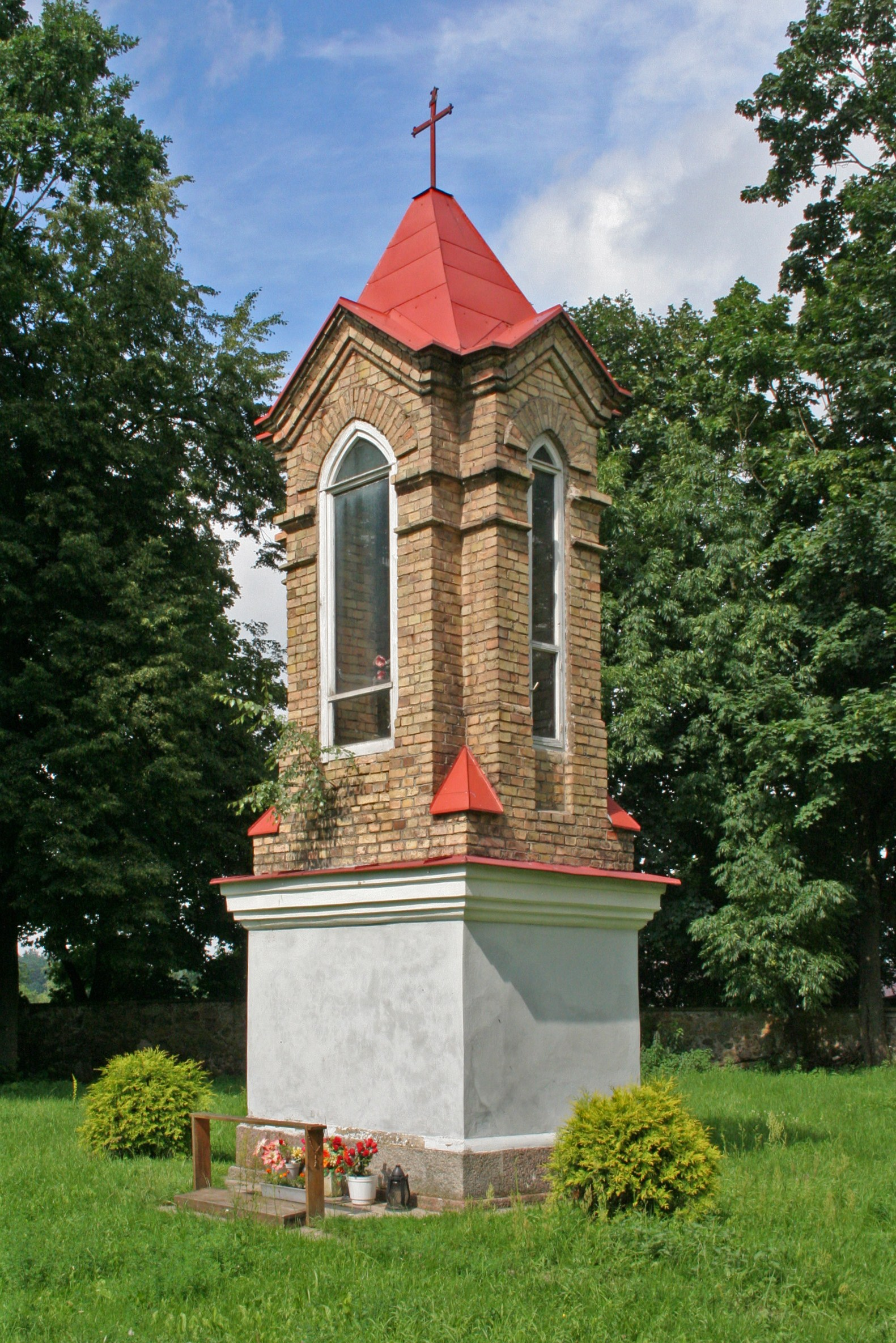
Capela em Dąbrowa Białostocka